# Arguel, Somme
Arguel är en kommun i departementet Somme i regionen Hauts-de-France i norra Frankrike. Kommunen ligger i kantonen Hornoy-le-Bourg som tillhör arrondissementet Amiens. År 2022 hade Arguel 32 invånare.

## Befolkningsutveckling
Antalet invånare i kommunen Arguel
| Referens: INSEE |